# Karkar (Somalie)
Pour les articles homonymes, voir Karkar (homonymie).
Karkar est une région du Pount, région du nord-est de la Somalie dont les chefs se sont déclarés autonomes en 1998.
La région relève en 2015 du Puntland.